# Font del Gat

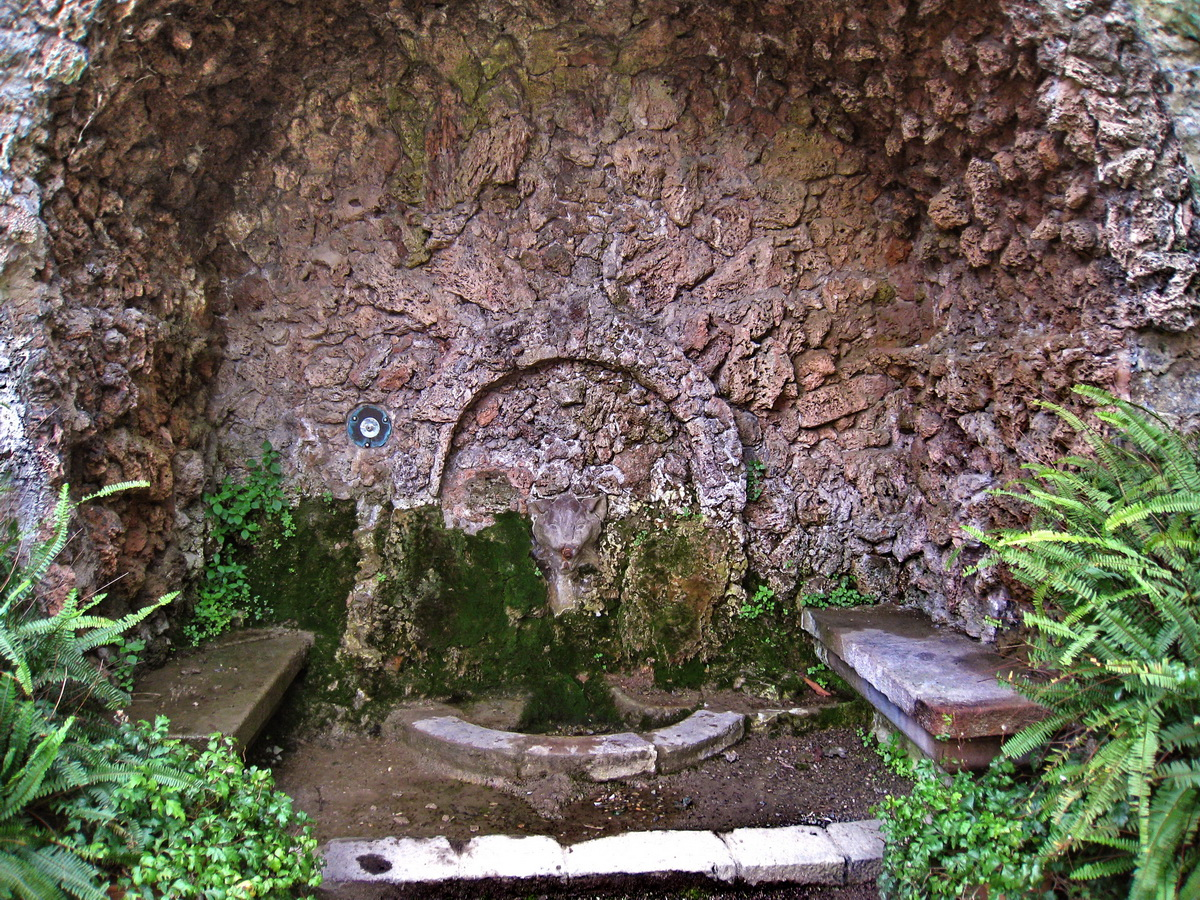
La Font del Gat

La Font del Gat («fuente del gato») es una famosa y reconocida fuente de Barcelona, ubicada dentro de los jardines de Laribal, en la montaña de Montjuic.

## Historia y descripción

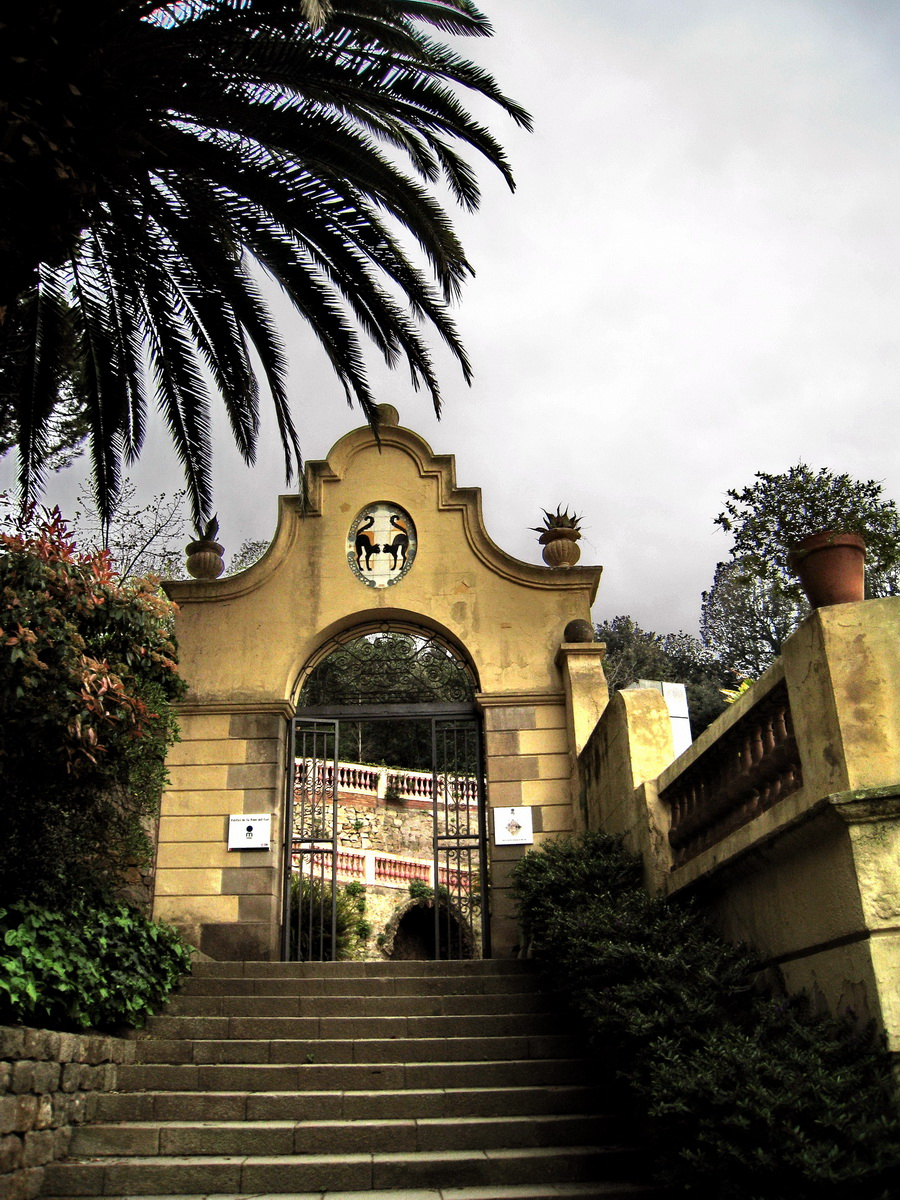
Puerta de acceso al recinto de la Font del Gat, construido por Puig i Cadafalch.

La fuente está situada dentro de una arcada construida con piedra tosca y debe su nombre a la forma de su surtidor con una cara felina. Se encuentra en una zona de jardines, escalinatas y fuentes que conducen desde el paseo de Santa Madrona hasta la fuente.
El conjunto de los jardines de Laribal ocupan la pendiente que va desde la parte más alta de los jardines hasta el paseo de Santa Madrona. Se trata de un conjunto de caminos, terrazas y rincones que se adaptan al relieve del terreno con pérgolas, miradores, escaleras, rampas y una cascada monumental con cuatro secciones separadas por caminos y canales, que están conectados en diferentes tramos.
Una antigua canción catalana (Baixant de la Font del Gat) contribuyó a su popularidad.
Delante mismo de la fuente, hay un edificio novecentista de 1918 que tiene la función de restaurante, obra de Josep Puig i Cadafalch. Puig también rehízo la urbanización de los jardines de la Font del Gat, diseñados por Jean Claude Nicolas Forestier dentro del plan de urbanización de la montaña de Montjuic cuando incorporó el restaurante. El surtidor de la fuente, en forma de cabeza de gato, fue obra del escultor Josep Antoni Homs.
El edificio fue restaurado en el año 2002. Además de restaurante, actualmente aloja el Centre d'Estudis Olímpics i de l'Esport Joan Antoni Samaranch, centro de documentación gestionado por la Fundació Barcelona Olímpica.